# 杖衝坂

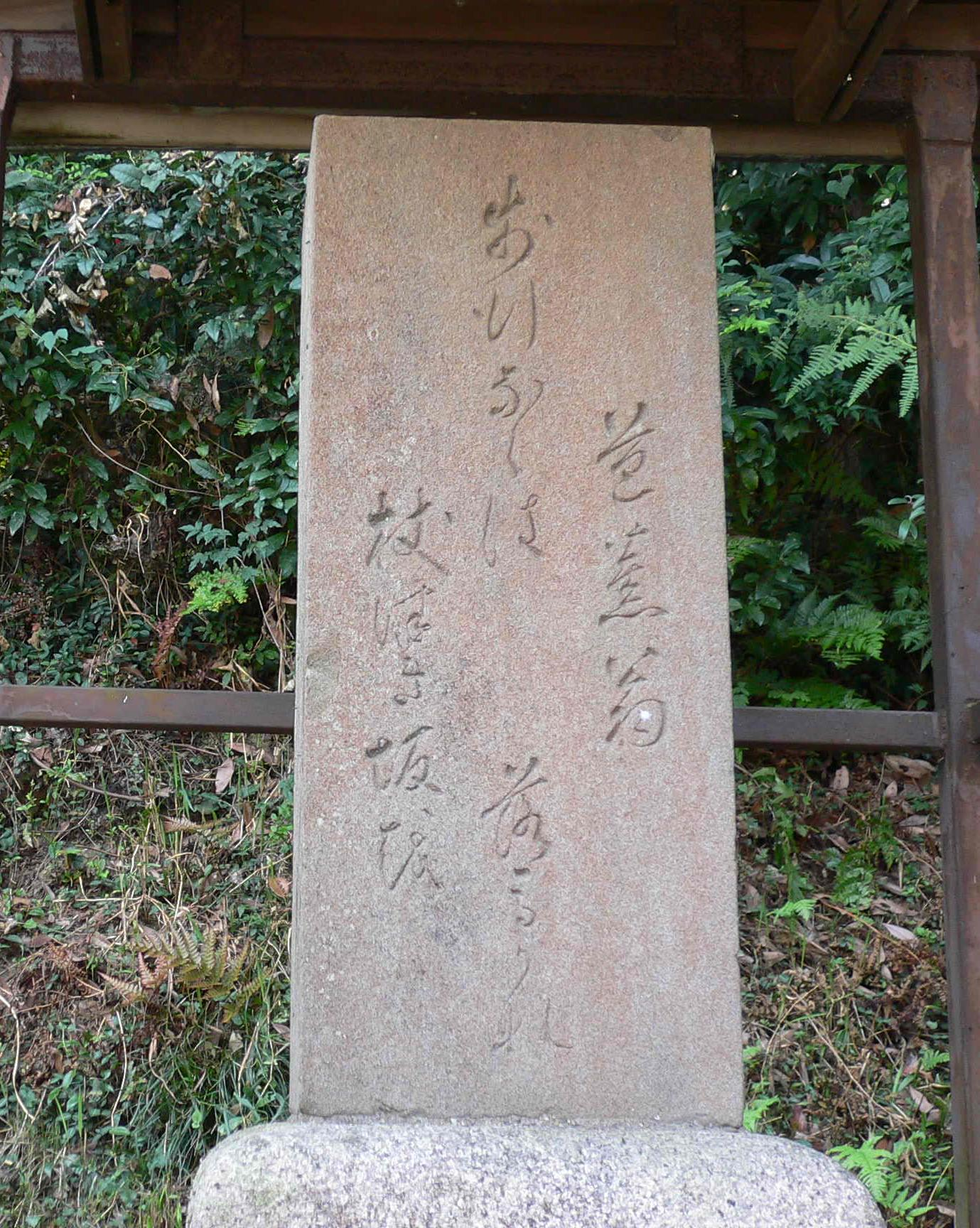
芭蕉句碑

杖衝坂（つえつきざか）は、三重県四日市市采女にある東海道の坂の名称。

## 概要
国道1号横の旧東海道にあり、三重県名の由来にもなったヤマトタケルの故事がある急坂。
この急坂は、東海道五十三次の四日市宿と石薬師宿の中間に位置する。

## 由来
ヤマトタケルが東征の帰途、伊吹山の神との戦いで病に倒れ、弱った体で大和帰還を目指して剣を杖代わりにしてこの急坂を登り、
『吾足如三重勾而甚疲』（わがあしは　みえのまがりのごとくして　はなはだつかれたり）
-- 私の足が三重に折れ曲がってしまったように、ひどく疲れた --『古事記』
と言ったとされる。これが「杖衝坂」と「三重」の名前の由来といわれる。
貞享4年（1687年）松尾芭蕉が江戸から伊賀への帰途、この急坂で落馬してしまい、早速俳句を詠んでいる。
「歩行（かち）ならば杖衝坂を落馬かな」

## 周辺情報
- 松尾芭蕉句碑：1756年に建立した。
- 永代常夜灯：1811年に建立した。
- 血塚社：日本武尊が出血した足を洗い流したところと伝えられる。
- 内部川：東海道五十三次のポケットパークがある。